# Catharina I van Rusland
Catharina I Aleksejevna (Russisch: Екатерина I Алексеевна) (Jakobstadt (nu Jēkabpils in Letland), 15 april 1684 — Sint-Petersburg, 17 mei 1727) was keizerin van Rusland en de tweede echtgenote van tsaar Peter de Grote.

## Leven
Haar geboortenaam was Marta Skavronskaja. Zij was de dochter van de Litouwse boer Samuil Skavronski. Zij werd geadopteerd door de Baltische Duitser Ernst Glück, een lutherse dominee en onderwijzer in het Letse Marienburg. Op 17-jarige leeftijd trouwde zij met een Zweedse dragonder. Toen Russische troepen de stad innamen, werd zij gevangengenomen.
Na haar vrijlating werd zij de geliefde van vorst Aleksandr Mensjikov, de beste vriend van de tsaar. In 1703 nam Mensjikov haar regelmatig mee naar zijn huis en zo leerde zij tsaar Peter I kennen.

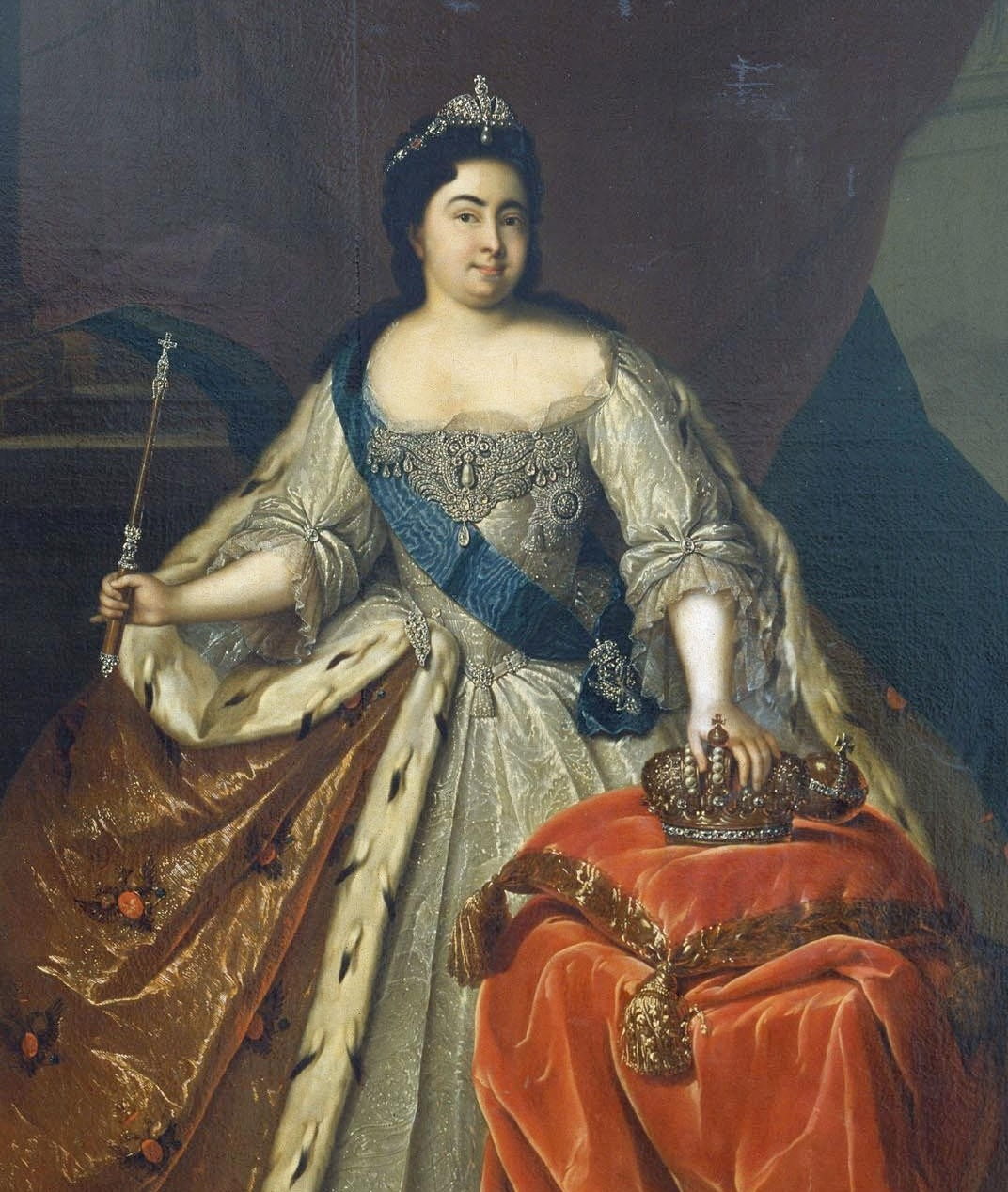
Tsarina Catharina I

Al snel maakte de tsaar haar zijn geliefde. In 1705 ging zij tot het orthodoxe geloof over en veranderde haar naam in Jekaterina Aleksejevna. Zij trouwde, waarschijnlijk officieus al op 19 november 1707, maar officieel pas op 1 maart 1712 met de tsaar en schonk het leven aan twaalf kinderen, die echter vrijwel allen korte tijd na de geboorte overleden, behoudens Anna Petrovna (1708-1728) en Elisabeth (beiden geboren vóór de officiële huwelijksdatum). De laatste zou later (1741-1762) zelf keizerin worden. De afstammelingen van Anna, die in 1725 gehuwd was met Karel Frederik, zouden na Elisabeth op de troon komen tot de Russische Revolutie in 1917.
In 1724 maakte Peter haar mederegent, en dat bleef zij ondanks het schandaal met Willem Mons (een vertrouweling van Catharina, die toegang tot haar - en via haar de tsaar - tegen geld had verkocht, waarvoor hij door Peter de Grote werd geëxecuteerd). Het jaar daarop stierf hij zonder zijn opvolging goed te hebben geregeld. Hoewel zij erkend werd als zijn opvolger, berustte de ware macht bij haar oude beschermheer Mensjikov en de door hem geleide Hoge Kroonraad.
Bij het volk was zij - zelf een ongeletterde vrouw uit het volk - geliefd, maar Catharina regeerde niet erg lang. Zij leidde een buitensporig leven ten nadele van haar gezondheid. Op 17 mei 1727 overleed zij op 43-jarige leeftijd.
Voor haar dood had zij getracht haar dochter Elisabeth als haar opvolgster te doen erkennen, maar het hof besloot de kleinzoon van Peter I als Peter II op de troon te zetten.
Catharina was de eerste eigenaar van de keizerlijke residentie Tsarskoje Selo.

## Na haar dood
Catharina was de eerste vrouw die over het Keizerrijk Rusland regeerde; door haar werd een nieuwe weg in de geschiedenis van Rusland gebaand. Bijna de gehele 18e eeuw wordt Rusland door vrouwen gedomineerd waaronder Anna I, haar dochter Elisabeth en Catharina II. Ze handhaafden allen de regeringsstijl van Peter de Grote en probeerden allen op hun eigen manier Rusland te moderniseren. Van Catharina I werd gezegd dat zij een rechtvaardige en gebalanceerde vorstin was.

## Historische fictie
- Kristina Sabaliauskaietė, Peters keizerin, 2021. ISBN 9789044647129 (oorspr. Litouws: Petro imperatorė, 2019)

Ivan IV de Verschrikkelijke · Fjodor I · Boris Godoenov · Fjodor II · Valse Dimitri I · Vasili IV · Wladislaus I · Michaël I · Alexis · Fjodor III · Ivan V · Peter I de Grote · Catharina I · Peter II · Anna I · Ivan VI · Elisabeth · Peter III · Catharina II de Grote · Paul I · Alexander I · Nicolaas I · Alexander II · Alexander III · Nicolaas II
- Bibliothèque nationale de France: cb133338657 (data)
- Gemeinsame Normdatei: 11872116X
- International Standard Name Identifier: 0000 0000 5490 5287
- Library of Congress Control Number: n84231190
- Nationale Bibliotheek van Letland: 000001630
- Bibliotheek van het Japanse parlement: 00900495
- Nationale Bibliotheek van Israël: 987007280762805171
- Nationale Bibliotheek van Polen: a0000001222630
- Nederlandse Thesaurus van Auteursnamen: 243123264
- LIBRIS: 250786
- Système universitaire de documentation: 035748346
- Virtual International Authority File: 48180588
- WorldCat: E39PBJy8rqTTvcKPjt3T7p9qwC